# Josemaría Escrivá de Balaguer
Pour les articles homonymes, voir Mariano, Escrivá, Albás et Balaguer (homonymie).
Josemaría Escrivá (de son nom complet José María Julián Mariano Escrivá Albás), né le 9 janvier 1902 à Barbastro (province de Huesca en Espagne) et mort le 26 juin 1975 à Rome, est le fondateur de l'Opus Dei (Œuvre de Dieu en latin), une prélature personnelle de l'Église catholique. Il est canonisé par Jean-Paul II le 6 octobre 2002. 
En prêchant l'appel universel à la sainteté et à l'apostolat, Josémaría est un précurseur du Concile Vatican II. Le cardinal Jean-Marie Lustiger voit en lui « une de ces figures qui traversent les siècles et révèlent, d’une certaine façon, à l’observateur qui sait voir, ce que l’Esprit est en train de faire dans son Église. L’œuvre précise à laquelle la Providence a appelé le bienheureux Josémaría porte sur un de ces messages : mettre en œuvre l’appel à la sainteté de tout le peuple chrétien ». 
L'Église catholique célèbre saint Josemaría Escrivá le 26 juin.

## Enfance et formation

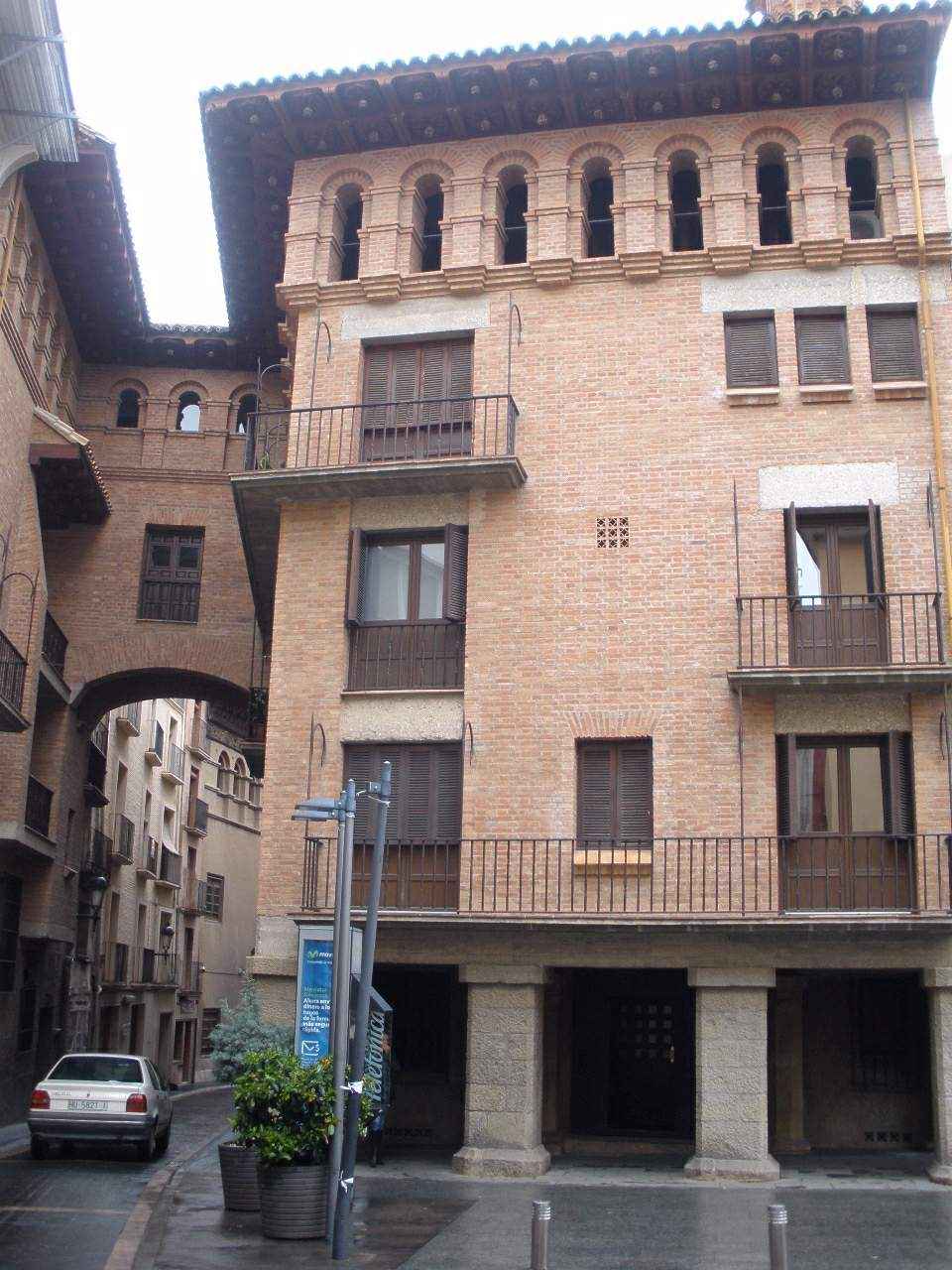
La maison natale de Josemaría Escrivá.

Il est le second d'une fratrie de six frères et sœurs : Carmen (1899-1957), trois sœurs plus jeunes que lui, Maria Asuncion, (1905) Maria Dolores (1907) et Maria Rosario, 1909 et son jeune frère cadet, Santiago (1919). Entre 1910 et la fin de 1913, ses trois jeunes sœurs benjamines décèdent. La famille est profondément chrétienne. Son père José Escrivá tient un commerce textile avec deux associés. Sa mère, María Dolores Albás Blanc, avant-dernière de treize enfants, a des ancêtres français, en Narbonnaise.
La vie à Barbastro est heureuse, au milieu de ces deuils. Les Escrivá vivent leur foi avec sérénité. Les deux enfants qui restent, en attendant le jeune Santiago, reçoivent une excellente éducation dans des écoles catholiques de Barbastro. Son père est estimé dans cette petite ville, où il est généreux avec les pauvres et les indigents. Il participe à des rencontres où on échange sur la doctrine sociale de l'Église catholique. Il travaille dans une entreprise commerciale de tissus qu'il opère avec deux associés. En 1915, son commerce fait faillite et la famille doit s'installer à Logroño. Le père travaille alors comme simple employé dans un magasin.
Vers l'âge de 15 ou 16 ans, il décide de devenir prêtre. Il raconta plus tard : « Quelle fut l'origine de ma vocation sacerdotale ? — Quelque chose d'apparemment futile : la trace des pieds nus d'un carme sur la neige. » Il expliqua qu'en songeant au sacrifice de ce religieux par amour de Dieu, il se demanda ce qu'il faisait lui-même pour le Seigneur, et commença à pressentir un appel.
Après avoir obtenu la bénédiction et l'encouragement de son père, il entre au séminaire et étudie d'abord à Logrono, puis à Saragosse où il effectue les trois années de la licence en théologie, terminées avec de bonnes notes. Après avoir reçu la tonsure, première étape vers l'ordination, il est nommé supérieur du séminaire. Son rôle est de guider les autres séminaristes dans une conduite propre de la vie cléricale. Tout ce temps, Josémaria est conscient que Dieu le veut prêtre sans en savoir tout à fait la raison. Il prie quotidiennement la Vierge du Pilier (de la cathédrale de Saragosse), de lui faire voir ce que Dieu attend de lui. Son père meurt en novembre 1924. Il est ordonné diacre à Saragosse le samedi 20 décembre 1924, et prêtre le 28 mars 1925.

## Sa vie avant de devenir prêtre
En plus de ses études au séminaire de Saragosse, il termine ses études de théologie avec de bonnes qualifications. En même temps, Josémaria suit des cours de droit civil, avec l'approbation des directeurs du séminaire. Le climat politique s'envenime et rend l'exercice de la vie chrétienne plus difficile. Ainsi, le cardinal Soldevilla est assassiné en pleine rue, criblé de balles.

## La fondation de l'Opus Dei

Armoiries ecclésiastiques de Josemaría Escrivá.

D'après les biographies ou œuvres écrites par des membres de l'Opus Dei tels que :
- Michele Dolz, lui-même prêtre, professeur d’histoire de l’Art Chrétien à l’Université pontificale de la Sainte-Croix à Rome qui a écrit « Saint Josémaría Escrivá »[16], éditée à la maison d'édition Le Laurier,
- François Gondrand[17], qui est l'auteur du livre Au pas de Dieu — une des premières biographies du fondateur de l’Opus Dei,
- Andrés Vazquez de Prada, le biographe de Josémaría Escrivá[18], (la biographie de Vazquez de Prada 1997 reprend la substance du quatrième volume de la Positio Biografia Documentata de 1988[19].
- Amadeo de Fuenmayor Champin qui est l'auteur d'ouvrages sur l'Opus Dei a été également collaborateur de la Biographa Documentata, Dominique Le Tourneau, auteur de L’Opus Dei, Presses universitaires de France, coll. « Que sais-je ? »

l'histoire de la fondation se déclinerait dans le contexte suivant :
Ordonné prêtre le 28 mars 1925, puis nommé dans une paroisse rurale proche de Saragosse, il s'installe en 1927 à Madrid. C’est en 1927 que Josémaría Escrivá se rend à Madrid pour son doctorat en droit civil, lequel se préparait alors à l’Université centrale. Il pensait qu’en se trouvant dans la capitale de l’Espagne, il pourrait également mieux accomplir ce que Dieu voulait de lui. Il s’installe rue Larra, dans une résidence pour prêtres, dirigée par les sœurs apostoliques du Sacré-Cœur.
De 1927 à 1931, Escrivá est premier aumônier de cette Fondation. L’Église catholique enseigne que grâce à leurs souffrances, les malades et les pauvres aident Dieu dans la co-rédemption du monde. C’est pourquoi Josémaría dira que l’Opus Dei est le fruit des prières et des souffrances des malades pour qui il consacra beaucoup de ses efforts en cette période.
Les comptes rendus d'activité sacerdotale que le prêtre devait fournir à ses supérieurs, établissent qu'à la Fondation des malades en 1928, plus de 3 168 personnes se confessèrent, l’extrême-onction fut administrée à 483 moribonds ; 1 251 mariages sont célébrés, ainsi que 147 baptêmes. L’auteur précise : « Les statistiques parlent d’elles-mêmes, d’autant que préparer au mariage religieux des personnes vivant depuis longtemps en situation irrégulière, ou obtenir que des gens éloignés de l’Église se décident à se confesser, demandait plus d’une visite de persuasion et d’opiniâtreté chrétienne, que les chiffres ne peuvent refléter ». « Ses années d’aumônerie à la Fondation des malades furent des années de travail éprouvantes, aux limites de sa résistance physique, ainsi que de son estomac, car très souvent la seule chose qu’il pouvait donner aux mendiants qui lui demandaient l’aumône dans la rue était le sandwich de son déjeuner » — propos Recueilli des lèvres du fondateur par Echevarria, prélat de l’Opus Dei depuis 1994.
C'est donc à Madrid qu'il fonde l'Opus Dei (« Œuvre de Dieu ») le 2 octobre 1928 au cours d'une retraite au couvent des missionnaires de saint Vincent de Paul. Josémaria commence dès lors à réunir autour de lui des jeunes gens et des prêtres. Le blé tarde à lever ; pendant les premières années, l'Œuvre progresse lentement, le jeune prêtre tendant surtout à se remettre en contact avec ses anciens compagnons de cours et avec des prêtres qu'il connait.
Le plus ancien document conservé sur l'épisode de la fondation de l'Opus Dei est une note manuscrite rédigée par Escrivá en 1931 :
« Il y a trois ans jour pour jour que, dans le couvent des missionnaires de saint Vincent de Paul, je mis un certain ordre dans les notes éparses que je prenais jusqu'alors (j'ai reçu à ce moment l'illumination sur l'ensemble de l'Œuvre pendant que je lisais ces papiers. Ému, je me suis agenouillé — j'étais seul dans ma chambre, entre deux causeries —, j'ai remercié le Seigneur et je me rappelle avec émotion le carillon des cloches de la paroisse Notre-Dame-des-Anges). Depuis ce jour-là, l'âne galeux s'est rendu compte de la belle et lourde charge que le Seigneur, dans sa bonté inexplicable, avait mise sur ses épaules. Ce jour-là, le Seigneur a fondé son Œuvre : dès lors, j'ai commencé à fréquenter des laïcs, étudiants ou non, mais jeunes. Et à former des groupes. Et à prier et à faire prier. Et à souffrir… »
Un autre passage cité dans A. Vázquez de Prada explique la finalité de cette fondation :
« Nous sommes venus dire, avec l’humilité de celui qui se sait pécheur et peu de chose – homo peccator sum (Lc 5,8), disons-nous avec Pierre, – mais avec la foi de celui qui se laisse guider par la main de Dieu, que la sainteté n’est pas affaire de privilégiés : que le Seigneur nous appelle tous, que de tous il attend de l’Amour, de tous, où qu’ils se trouvent, de tous, quel que soit leur état, leur profession ou leur métier. Car cette vie courante, ordinaire, sans éclat, peut être un moyen de sainteté : il n’est pas nécessaire d’abandonner son état dans le monde, pour chercher Dieu, si le Seigneur ne donne pas la vocation religieuse à une âme, car tous les chemins peuvent être l’occasion d’une rencontre avec le Christ. »
Il s’agit donc de promouvoir ce qui sera appelé, lors du Concile Vatican II, « l’appel universel à la sainteté ». Les membres de l’Opus Dei devront mettre leur vie au service de la diffusion de cet appel, en s’efforçant de faire d’abord de leur propre vie courante « une prière continuelle », comme le dit Escrivá dans la même lettre de 1930.
Tout en assumant les charges pastorales qui lui sont confiées par son évêque, Josémaría Escrivá travaille en solitaire au développement de sa fondation. Il contacte des personnes de sa connaissance, ou recommandées par des amis, et accueille les premières vocations à l'Opus Dei au début des années 1930. Le nom « Opus Dei » lui est suggéré en juillet 1930, par son directeur spirituel, le Père Sanchez, s.j. Dans l'esprit du fondateur, ce nom signifie que l'initiative de cette fondation ne vient pas de lui, mais de Dieu. Il synthétise en même temps la théologie de la sanctification du travail promue par l'Opus Dei : faire de tout travail humain, de toute tâche, une « œuvre de Dieu » toujours selon Andrés Vázquez de Prada.
En 1939, on trouve des traces d'une petite organisation structurée. Le jeune prêtre présente la réalité de la sainteté dans le quotidien à toutes sortes de gens.
Le 25 juin 1944, les trois premiers prêtres de l’Opus Dei sont ordonnés par l'archevêque de Madrid. Il s'agit d'Alvaro del Portillo (qui lui succédera à la tête de l'Opus Dei en 1975), l'abbé José María Hernández Garnica, et de l'abbé Joseph Muzquiz.
Constantino Anchel (docteur de théologie de l'université de Navarre 1979 – Enquêteur du Centre de Documentation et d'Étude sur Josemaría Escrivá) qui a recensé le troisième volume de l'œuvre de Prada dans Scripta theologica écrit : « avec le travail de Prada se clôt une époque dans les biographies d'Escrivá et s'ouvre le temps des monographies spécialisées ».

## Études de Saint Josemaría
Jeune prêtre, l'abbé Escriva songe à des études supérieures qui lui seront utiles pour ce que Dieu veut de lui. Au début, il pense au droit canon, mais il fonde aussi l'Opus Dei en 1928, doit interrompre ses études pendant la guerre civile espagnole, poursuivant son projet ensuite parmi des événements qui lui demandent beaucoup d'attention.

## Les années 1930
À la suite des élections municipales du 12 avril 1931, les socialistes et républicains décrètent la fin de la monarchie (Alphonse XIII s’exile le 13 avril) et la proclamation de la République (le 14 avril). La pauvreté est grande et l’anticléricalisme se développe. C’est dans ce climat qu’Escrivá entreprend, en 1933, l’ouverture de l'Académie DYA, où sont dispensés des cours de droit et d'architecture, ainsi que de formation chrétienne. En 1934, il publie Considérations spirituelles, livre composé de brèves sentences spirituelles pour aider les étudiants de son Académie à prier. C’est de ce livre remanié que naîtra « Chemin » en 1939. Le succès est au rendez-vous : Chemin a été tiré à cinq millions d’exemplaires et en 42 langues. La version française a été rééditée 11 fois.
La guerre civile espagnole éclate en 1936. Après la victoire du Front populaire aux élections, l’Espagne se divise et sombre dans la guerre civile à la suite d'un coup d'État militaire. S’ensuivent des combats. D'après François Gondrant (le porte-parole de l’Œuvre en France et ancien directeur de la communication du CNPF) Josémaría aurait échappé de peu à la mort : les miliciens l'auraient poursuivi et auraient pendu devant chez sa mère un homme qui lui ressemblait, pensant que c’était lui.
Le petit nombre de membres de l’Opus Dei s’éparpille alors. Pendant la répression anti-chrétienne à Madrid, Josemaría Escrivá s'enfuit et avec huit autres jeunes qu'il connaissait bien, il rejoint une caravane de réfugiés et traverse les Pyrénées au cours de l'hiver 1937, afin de rejoindre la partie de l'Espagne contrôlée par les nationalistes,. Il est passé par Lourdes.

## Dernières années en Espagne (1939-1946)
Escrivá rentre à Madrid le 28 mars 1939, dans un camion militaire, en même temps que les troupes de Franco. Il reprend ses activités sacerdotales, tout en rassemblant peu à peu les membres de l’Opus Dei dispersés par la guerre.
Dans les premiers mois de 1939, il achève la rédaction du livre qui sera publié en septembre 1939 sous le titre Camino (Chemin en français). Un autre livre, de dimensions plus réduites, Saint Rosaire, était paru en 1934.
Escrivá consacre beaucoup de temps à la prédication de retraites, ou exercices spirituels, souvent à la demande d’évêques, de supérieurs de séminaires ou de couvent, ou de responsables de l’Action catholique.
Peu à peu, cependant, il renonce à satisfaire ces demandes pour se consacrer entièrement au développement de l’Opus Dei. Il s’appuie de plus en plus sur deux des premiers membres, Isidoro Zorzano (qui meurt en 1943) et surtout Álvaro del Portillo, nommé « secrétaire général ». Une résidence d’étudiants est ouverte à Madrid, rue Jenner. Des voyages dans les provinces d’Espagne commencent, avec des implantations à Valence, Valladolid, puis Barcelone. La deuxième Guerre mondiale interdit en revanche toute expansion hors des frontières.
Escrivá s’efforce aussi de développer la branche féminine de l’Opus Dei. Il est aidé notamment par sa sœur Carmen (qui n’appartient pas à l’Opus Dei), par Encarnación Ortega et María Dolorés Fisac.
Dans le climat politique et religieux très particulier de ces débuts de l’Espagne franquiste, l’Opus Dei ne passe pas inaperçu et bientôt certaines réticences apparaissent, puis des critiques frontales. Certains religieux estiment douteuse la spiritualité prêchée par Escrivá. Ils estiment également que l’Opus Dei s’apparente à une association secrète, dont les objectifs ne peuvent être que suspects. C’est pourquoi l’évêque de Madrid, Leopoldo Eijo y Garay (es), ami du père Escrivá, essaie de mettre fin à ces critiques en donnant à l’Opus Dei une approbation officielle. Le 19 mars 1941, l’Opus Dei reçoit le statut de « pieuse union », prévu par le Code de droit canonique alors en vigueur. Une première approbation du Saint-Siège sera obtenue en 1943.
À mesure que l’Opus Dei se développe, il devient de plus en plus évident pour le fondateur qu’il doit pouvoir s’appuyer sur d’autres prêtres. En 1943, il fonde la Société sacerdotale de la Sainte Croix, qui doit rassembler les prêtres se consacrant au travail pastoral de l’Opus Dei. Trois membres laïcs de l’Opus Dei, après avoir effectué les études philosophiques et théologiques prévues, sont ordonnés prêtres en 1944. Álvaro del Portillo, qui succédera au fondateur à la tête de l'Opus Dei, en fait partie.
Josémaría Escrivá est, durant toutes ces années, soumis à de fortes fièvres et à des rhumatismes. Un diabète sévère sera diagnostiqué en 1944, dont il souffrira jusqu’en 1954.
À la fin de la guerre mondiale, le père Escrivá estime qu’il est temps de pourvoir à l’expansion internationale de l’Opus Dei et d’obtenir pour lui un statut à l’échelle de l’Église universelle. Il décide de quitter l’Espagne pour installer sa résidence à Rome. Il ne fera plus désormais que de brefs séjours en Espagne. D'après le témoignage du cardinal José Maria Bueno Monreal, ami intime de Josémaria Escrivá, une raison supplémentaire de ce départ à Rome était « de s'éloigner discrètement de l'ambiance espagnole, qui continuait pleine d'intrigues et d'incompréhensions envers sa personne et, en conséquence, son apostolat ».

## La période romaine

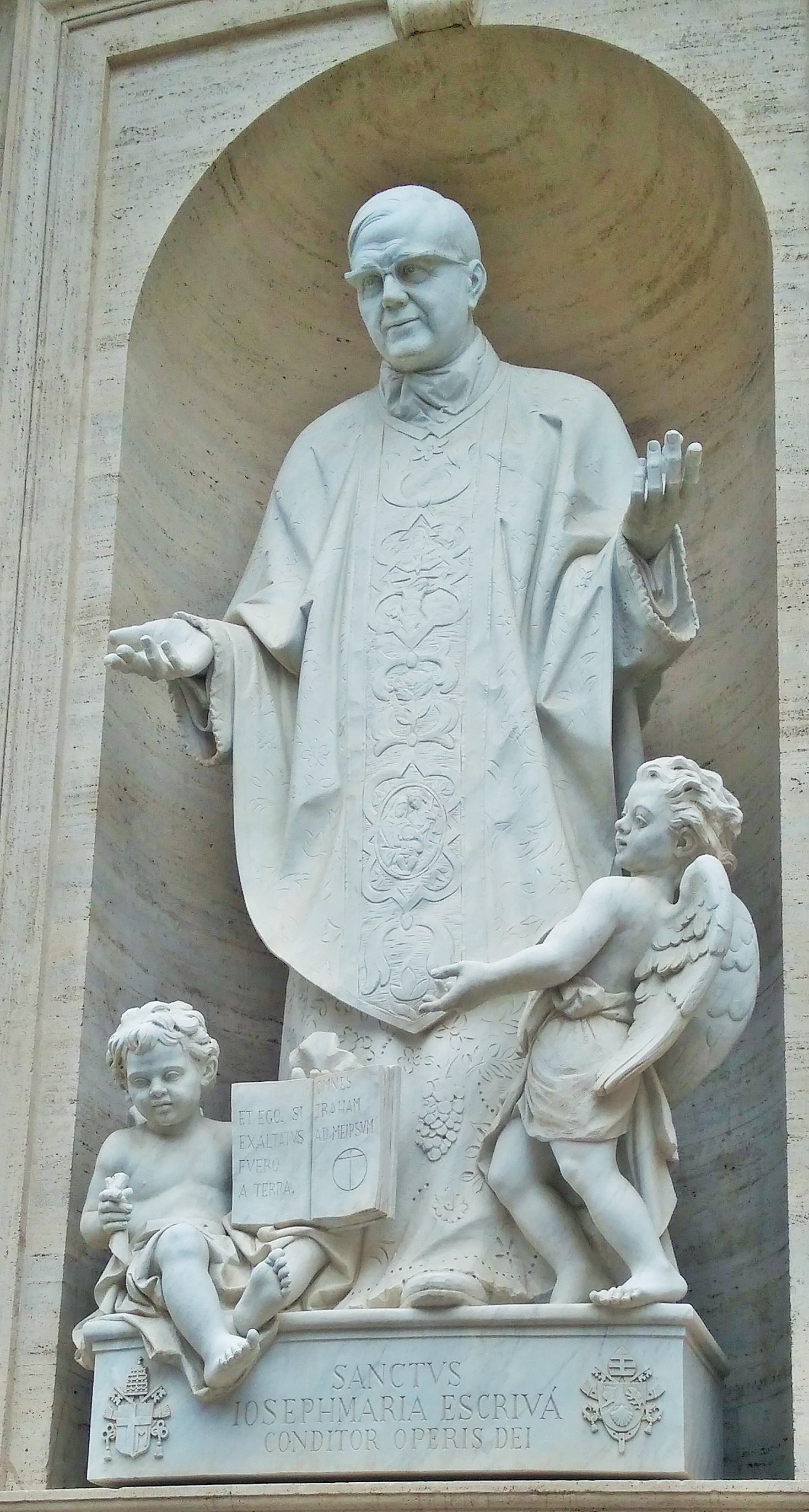
Statue de saint Josémaria de Romano Cosci en la basilique Saint-Pierre de Rome (niche visible depuis la sacristie).

Il s'installe à Rome en 1946, avec Álvaro del Portillo, Salvador Canals et José Orlandis. Une bonne partie de son temps, durant ces premiers mois romains, est consacré aux démarches visant à obtenir pour l'Opus Dei le statut juridique adapté. L'immédiat après-guerre est une époque de grande vitalité dans l'Église catholique, et de nombreuses œuvres d'apostolat ont vu le jour, qui doivent trouver leur place dans l'organisation de l'Église. Le défi pour le père Escrivá consiste à frayer un chemin adapté à la spécificité de l'institution qu'il a fondée, et notamment son caractère séculier. S'il rencontre alors de chaleureux soutiens dans la Curie romaine, notamment en la personne de Montini, futur pape Paul VI, il dira aussi que ce fut le moment où il perdit son « innocence », en découvrant la complexité et parfois les intrigues du monde romain. L'Opus Dei est définitivement approuvé par le Saint-Siège en 1950.
Les conditions de vie de Josémaria Escrivá sont alors particulièrement précaires. En plus du diabète et de diverses maladies, il connaît des phases de paralysie faciale, dues au froid dans les pièces non chauffées qu'il occupe. C'est là pourtant qu'il fonde le Collège romain de la Sainte Croix, destiné à la formation des membres de l'Opus Dei, qui commencent à affluer. En 1953, il crée également le Collège romain de Sainte Marie, pour la formation des femmes.
À partir de Rome, Josémaria Escrivá effectue d'assez nombreux voyages en Europe, pour poser dans divers pays les bases de l'Opus Dei : France, Allemagne, Suisse, Grande-Bretagne, etc. Il consacre également beaucoup de temps à soutenir ces débuts en écrivant des lettres et divers documents et instructions qui dessinent peu à peu les traits spirituels de l'institution, et servent de référence à son développement international.

## Le concile Vatican II
Convoqué en 1959 par le pape Jean XXIII, le concile Vatican II fut accueilli avec joie par Josémaría Escrivá. Dans une lettre du 25 mai 1962, lorsque les organisateurs du concile décident de traiter de la sainteté et de l'apostolat des laïcs, il écrit aux membres de l'Opus Dei :
« Si vous pouviez voir à quel point je me réjouis que le Concile en vienne à s'occuper de ces sujets qui remplissent notre vie depuis 1928 ! »
D'autres thèmes abordés par le concile lui tenaient particulièrement à cœur, comme la pastorale familiale et l'œcuménisme, dont il avait été un précurseur en obtenant de Rome la possibilité d'accueillir des non catholiques et des non chrétiens comme coopérateurs de l'Opus Dei.
Plusieurs de ses collaborateurs les plus proches, dont Álvaro del Portillo, prirent une part active aux travaux du concile. Pendant ce temps, le fondateur recevait souvent la visite de pères conciliaires, venus notamment pour chercher ses conseils. Le cardinal français François Marty devait témoigner à ce propos : « Un moment de conversation avec lui ressemblait à un moment de prière ». Julián Herranz, autre membre de l'Opus Dei qui travaillait comme expert au Concile, a rapporté un souvenir significatif concernant une visite au fondateur d'un groupe comprenant les évêques de Reims, Liège, Angers et Saint-Claude. C'était au moment du débat conciliaire autour du chapitre sur le laïcat, dans la future constitution Lumen Gentium.
«  — Parce qu'il revient aux laïcs », disait Marty, « de christianiser les structures de l'ordre temporel, du monde : c'est ainsi qu'ils transformeront… » Le Père [Escrivá], avec sa vivacité habituelle, l'interrompit en souriant : « — S'ils ont une âme contemplative, Excellence ! Car sinon, ils ne christianiseront rien. Au contraire, c'est eux qui se laisseraient transformer et, au lieu de christianiser le monde, les chrétiens se mondaniseront. »

## Dernières années et mort
Escrivá se montra néanmoins rapidement préoccupé par l'atmosphère entourant les travaux conciliaires. Une lettre pastorale de 1963 parle de son inquiétude face à « la confusion doctrinale – théorique et pratique – qui se répand partout de plus en plus ». Dans une lettre adressée au pape Paul VI en 1964, il confie « les douloureux sentiments d'angoisse qui [l']assaillent quand [il] observe comment l'actuel Concile œcuménique, dont l'Esprit Saint tirera des fruits abondants pour sa Sainte Église, a servi d'occasion jusqu'à présent pour provoquer un grave malaise […] dans l'esprit des pasteurs et de leurs ouailles ». C'est sans doute pourquoi, dans les années d'après le Concile, le père Escrivá s'efforcera de consolider la foi des membres de l'Opus Dei, dans ce qu'il appelait la « bataille de la formation ».
Il ne cessera de mettre en garde les membres de l'Opus Dei contre la décadence morale de cette période, entre autres dans ses dernières lettres (les trois Campanadas) : « toute une civilisation vacille, impuissante et sans recours moral ».
En 1970, il se rend au Mexique en pèlerinage au sanctuaire Notre-Dame-de-Guadalupe, dans le but explicite de prier pour la situation de l'Église. Les années suivantes, il entreprend de grands voyages pastoraux en Espagne (1972) puis en Amérique Latine (1974-1975). Il décrivait ces voyages comme des « catéchèses », tout en découvrant à cette occasion, pour la première fois, l'extension mondiale de l'Opus Dei. L'épuisement et divers maux — dont une cataracte qui le rendait presque aveugle — l'obligèrent à écourter la tournée pastorale de 1974.
Il meurt à Rome d'un arrêt cardiaque le 26 juin 1975.

## Béatification et canonisation

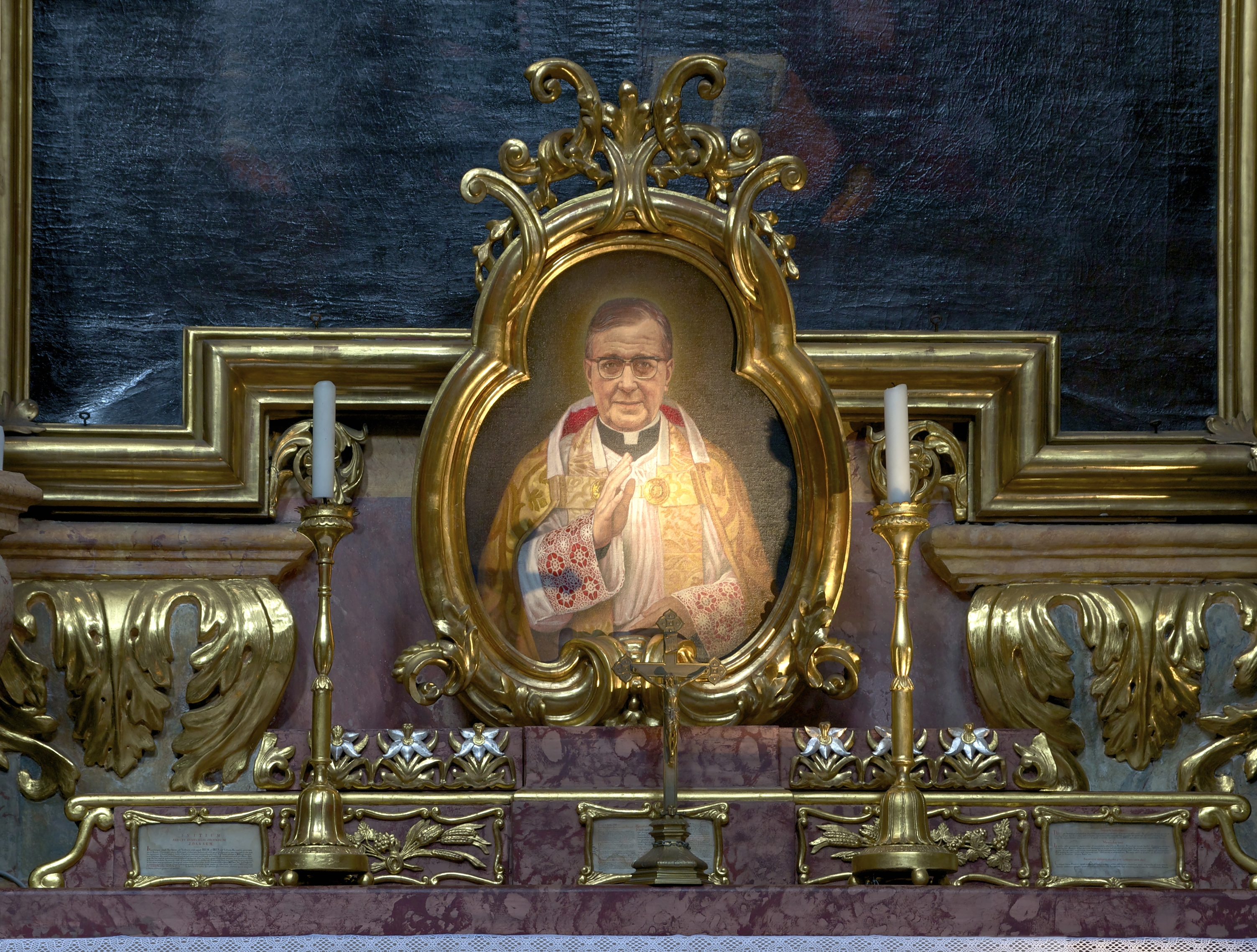
Détail d'un autel dédié à saint Josemaría, en l'église Saint-Pierre de Vienne (Autriche).

Josemaría Escrivá de Balaguer est béatifié par le pape Jean-Paul II le 17 mai 1992.
Le miracle retenu pour cette béatification est celui de la guérison, en 1976, d'une carmélite : sœur Concepción Boullón Rubio. La canonisation intervient le 6 octobre 2002 sur la place Saint-Pierre. Sa fête liturgique se célèbre le 26 juin. Le corps de saint Josemaría repose en l'église prélatice Santa-Maria-della-Pace à Rome.

## Spiritualité et sources
Josemaría Escrivá a voulu proposer aux laïcs, comme d'autres avant lui (Ignace de Loyola, Thérèse de Lisieux) une autre façon de vivre l'Évangile ; une spiritualité puisée dans la sacramentalité et une fidélité sans faille à la doctrine catholique par un plan de vie spirituelle et « en sanctifiant le travail, en se sanctifiant dans et par le travail ». La spiritualité de l'Opus Dei s’adresse spécialement aux laïcs. Des moyens de direction spirituelle pr un laïc ou un prêtre sont proposés pour les guider dans leur vie chrétienne.
L'esprit de la pensée est repris dans El Camino, guide pour diriger sa vie intérieure (première édition : 1934, traduit en 39 langues, et en français sous le nom de Chemin) avec des ajouts en 1939. Il comporte 999 maximes.
Certains exposés plus développés — par exemple dans certaines homélies — permettent souvent de préciser le sens profond de formules plus lapidaires comme celles qui apparaissent dans Chemin. Les autres écrits publiés sont principalement : Saint Rosaire, Quand le Christ passe (recueil d'homélies), ainsi que les œuvres posthumes Amis de Dieu (homélies), Sillon et Forge, deux ouvrages composés, comme Chemin, de brefs « points » ou considérations proposés à la méditation du lecteur, ainsi que Chemin de Croix. Le livre Entretiens avec Monseigneur Ecriva recueille une série d'interviews données à la presse internationale dans les années 1967-1968, complétées par l'homélie « Aimer le monde passionnément », qui fut prononcée devant un large public, en plein air, à l'Université de Navarre et fournit à Josémaria Escrivá l'occasion d'un exposé synthétique de sa spiritualité (voir ci-après).
Dans l'homélie Aimer le monde passionnément, le saint fondateur résume l'esprit qu'il diffuse depuis 1928 (extrait) :
« Je vous assure, mes enfants, que lorsqu’un chrétien accomplit avec amour les actions quotidiennes les moins transcendantes, ce qu’il fait déborde de transcendance divine. Voilà pourquoi je vous ai dit, répété et ressassé inlassablement, que la vocation chrétienne consiste à convertir en alexandrins la prose de chaque jour. Sur la ligne de l’horizon, mes enfants, le ciel et le terre semblent se rejoindre. Mais non, là où ils s’unissent, en réalité, c’est dans vos cœurs, lorsque vous vivez saintement la vie ordinaire… »
Une partie importante de l'œuvre écrite de Josémaría Escrivá est encore inédite. Il s'agit notamment de Lettres et d'Instructions, adressées plus spécialement aux membres de l'Opus Dei. La plupart des ouvrages récents consacrés à la spiritualité du père Escrivá citent néanmoins abondamment ces textes. Une édition critique de toute l'œuvre écrite est actuellement en cours. En attendant, l'Opus Dei empêche toute diffusion non-contrôlée des écrits de Saint Josémaría, allant même en justice pour ce faire.
La prédication orale comprend des homélies, méditations, conversations familières, etc., recueillie dans des notes manuscrites ou dans des enregistrements magnétiques ou cinématographiques.

### Sainteté dans la vie ordinaire

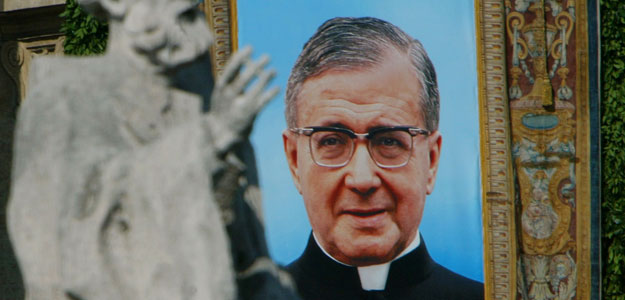
Image de saint Josémaria sur la façade de la Basilique S. Pierre à l'occasion de sa canonisation.

Saint Josémaria a été reconnu comme un précurseur du concile Vatican II en raison de son enseignement sur « l'appel universel à la sainteté ». La nouveauté de la prédication de Josémaria Escrivá ne repose pas dans l'affirmation – qui a toujours été maintenue dans l'Église – que tous les baptisés sont appelés par Dieu à être saints, mais dans la conviction que cet appel peut se réaliser, sans rien perdre de sa radicalité, au sein même d'une existence ordinaire. Il peut donc être vécu sans une « vocation » spéciale, au sens que ce terme recevait dans la spiritualité traditionnelle, c'est-à-dire la vocation au sacerdoce ou à la vie consacrée.
« Tu as l'obligation de sanctifier. — Toi aussi. Qui pense que c'est une tâche exclusivement réservée aux prêtres et aux religieux ?
Le Seigneur a dit à tous, sans exception : « Soyez parfaits, comme mon Père céleste est parfait. »
Rechercher la sainteté dans la vie ordinaire signifie fondamentalement, pour Escrivá, chercher l'identification progressive au Christ à travers les activités qui constituent la trame d'une existence au milieu du monde : à travers le travail professionnel, la vie conjugale et familiale, l'amitié, les engagements sociaux, politiques ou économiques, etc. Toute activité, toute situation humaine, peut être l'occasion et le lieu d'une rencontre et d'un dialogue avec Dieu. Dans un texte de 1967 qui offre un résumé de cet esprit, Escrivá disait ainsi :
« il n'y a qu'une seule vie, faite de chair et d'esprit et c'est cette vie-là qui doit être — corps et âme — sainte et pleine de Dieu : ce Dieu invisible, nous le découvrons dans les choses les plus visibles et les plus matérielles. Il n'y a pas d'autre chemin, mes enfants : ou nous savons trouver le Seigneur dans notre vie ordinaire, ou nous ne le trouverons jamais. Voilà pourquoi je puis vous dire que notre époque a besoin qu'on restitue, à la matière et aux situations qui semblent les plus banales, leur sens noble et originel, qu'on les mette au service du Royaume de Dieu, qu'on les spiritualise, en faisant le moyen et l'occasion de notre rencontre continuelle avec Jésus-Christ. »
Cette proposition repose notamment, on le constate, sur l'affirmation que « le monde est bon », en tant qu'il est sorti des mains du Créateur et qu'il a été racheté par le Christ. Les réalités de la vie terrestre et humaine sont partie intégrante du plan divin de Salut, et c'est seulement en tant que telles, qu'elles sont déformées par le péché des hommes et qu'elles peuvent apparaître comme un obstacle à la rencontre avec Dieu. De là, la responsabilité des chrétiens d'œuvrer également contre les effets du péché dans le monde, en s'engageant pour la justice et la fraternité.
Escrivá préfère cependant mettre habituellement l'accent sur le versant positif de la responsabilité des chrétiens : non pas seulement lutter contre le mal et les effets du mal mais, avant tout, contribuer par leur travail ordinaire à l'amélioration des conditions de vie, à la solution des problèmes qui se présentent dans une entreprise ou dans la société, et d'une façon générale au progrès humain.
Il a écrit « N’oublie jamais que dans les affaires humaines, les autres peuvent aussi avoir raison : ils voient la même affaire que toi, mais sous un point de vue différent, avec d’autres nuances, un autre contour. Ce n’est que dans la foi et la morale que le critère est indiscutable : c’est celui de notre Mère l’Église. » et aussi « Les enfants de Dieu, citoyens au même titre que les autres, nous devons participer, « sans crainte », à toutes les activités et organisations honnêtes des hommes afin que le Christ y soit présent. Notre Seigneur nous demandera des comptes serrés si par laisser-aller ou par commodité, chacun de nous, librement, ne tâche pas prendre part aux œuvres et aux décisions humaines dont dépendent le présent et le futur de la société. »

### Sanctification du travail
Rompant avec une tradition spirituelle qui faisait essentiellement du travail une punition méritée par le péché originel, Escrivá souligne que c'est dès la Création que, dans le récit de la Genèse, l'homme avait à travailler. Le travail peut donc être vu comme l'accomplissement d'une vocation. À travers lui, l'homme participe à l'œuvre créatrice et providentielle, tout en se perfectionnant lui-même, développant ses dons et les mettant au service du bien commun. En outre, Escrivá considère que le Christ a passé la plus grande partie de sa vie à travailler, assumant ainsi la condition humaine et faisant de celle-ci le lieu de rencontre du Ciel et de la terre. Le travail humain accompli à l'exemple du Christ et dans l'esprit du Christ, revêt ainsi la dignité d'une prière :
« Je vous assure, mes enfants, que lorsqu'un chrétien accomplit avec amour les actions quotidiennes les moins transcendantes, ce qu'il fait déborde de transcendance divine. Voilà pourquoi je vous ai dit, répété et ressassé inlassablement, que la vocation chrétienne consiste à convertir en alexandrins la prose de chaque jour. Sur la ligne de l'horizon, mes enfants, le ciel et le terre semblent se rejoindre. Mais non, là où ils s'unissent, en réalité, c'est dans vos cœurs, lorsque vous vivez saintement la vie ordinaire. »
Les détracteurs du fondateur concernant la phrase citée par Josémaria Escrivá : « Dieu a créé l’homme pour travailler » est une interprétation erronée du verset de la Genèse : « Dieu prit l’homme et le plaça dans le jardin d’Éden pour le cultiver ».

### Message
Le premier point de son livre Chemin est
« Que ta vie ne soit pas une vie stérile. — Sois utile. — Laisse ton empreinte. — Que rayonne la lumière de ta foi et de ton amour.
Efface, par ta vie d’apôtre, la trace visqueuse et sale qu’ont laissée les impurs semeurs de haine. — Et embrase tous les chemins de la terre au feu du Christ que tu portes dans ton cœur. »
Dans le point 655 de Chemin, le fondateur de l'Opus Dei écrit : « J’ai inscrit dans ton cœur l’importance de la discrétion. Elle n’est peut-être pas la pointe de ton arme mais elle en est la poignée » Cette discrétion n'est en rien le témoignage d'un quelconque culte du secret puisque l'esprit de l'Opus Dei rappelle l'appel universel à l'apostolat c'est-à-dire à parler de Dieu autour de soi.
Il a écrit au sujet de l'injustice personnelle et sociale « L’on comprend très bien l’impatience, l’angoisse, les désirs inquiets de ceux qui ont une âme naturellement chrétienne et ne se résignent pas devant l’injustice personnelle et sociale que le cœur humain peut arriver à créer. Tant de siècles de vie commune entre les hommes, et encore, tant de haine, tant de destruction, tant de fanatisme dans le regard de ceux qui ne veulent pas voir et dans les cœurs qui ne veulent pas aimer. Les biens de la terre, répartis chez un petit nombre ; les biens de la culture, enfouis dans des cénacles. Et à l’extérieur, une faim de pain et de sagesse, des vies humaines qui sont saintes parce qu’elles sont issues de Dieu et qui sont traitées comme de simples objets, comme des données statistiques. »
Au sujet de la liberté : « Je répète et je redirai sans cesse que le Seigneur nous a gratuitement fait un grand cadeau surnaturel, la grâce divine ; et un autre don humain merveilleux, la liberté personnelle qui, pour ne pas se corrompre et devenir du libertinage, demande de nous l’intégrité, le souci efficace de déployer notre conduite dans le cadre de la loi divine, « parce que là où est l’Esprit de Dieu, là est la liberté » (2 Cor 3, 17). […] Parmi ceux qui m’écoutent, il y en a qui me connaissaient depuis longtemps. Vous pouvez donc témoigner que j’ai passé ma vie à prêcher la liberté personnelle, avec la responsabilité personnelle. Je l’ai cherchée et la cherche encore partout sur la terre, comme Diogène cherchait un homme. Et je l’aime chaque jour davantage, je l’aime par-dessus toutes les choses terrestres : elle est un trésor que nous n’apprécierons jamais assez. »

### La place des femmes dans l'Opus Dei de Josemaría Escrivá
Luc Nefontaine, dans son livre L’Opus Dei, rapporte que l’abbé Escrivá avait écrit : « Il n’y aura jamais de femmes, jamais au grand jamais, dans l’Opus Dei ». Le fondateur revint sur cette décision en créant un conseil central pour les femmes (1930. 14 février : à Madrid, pendant qu’il célèbre la messe, Dieu fait comprendre au bienheureux Josémaría que l’Opus Dei s’adresse également aux femmes). Tout en affirmant que « les femmes n’avaient pas besoin d’être savantes, il leur suffisait d’être prudentes », il n’avait pas d’objection à ce que « les femmes poursuivent leurs études jusqu’au doctorat et pratiquent leur profession, sans toutefois négliger leur foyer ». Avant tout, il tenait à ce que des femmes se consacrent à l’hôtellerie.
De nombreuses écoles de formation doctrinale et technique, aujourd’hui répandues dans le monde entier, ont été créées. Elles sont destinées aux numéraires auxiliaires (femmes laïques), chargées de l’entretien de toutes les résidences de l’organisme : toutes tâches domestiques et ménagères spécifiques au sexe féminin.[réf. souhaitée]
Le biographe d’Escrivá, l’Allemand Peter Berglar (en) trouve intolérable que les femmes puissent refuser le service tel qu'il est défini dans l'Opus Dei : « C‘est un désastre lorsque même les femmes sont contaminées par un tel refus ». Dans un discours au Palais des congrès d’Anhembi Park, São Paulo, Brésil, en 1974, le fondateur de l'Opus Dei prodigue des conseils aux femmes : « Quand votre mari rentre du travail… qu’il ne vous trouve pas de mauvaise humeur. Arrangez-vous, faites-vous belles, et à mesure que les années passent, ravalez un peu plus la façade comme on fait pour les vieux immeubles. Il vous en sera reconnaissant ».
Luc Nefontaine rapporte ceci : « Mgr Escrivá a affirmé que les femmes sont responsables à 85 % des infidélités de leurs maris parce qu’elles ne savent pas les conquérir chaque jour. »[réf. nécessaire]
Le livre Entretiens avec Monseigneur Escrivá (De Boog, Bruxelles, 1987) contient sept interviews de Josemaría Escrivá par des journalistes du Figaro, du New York Times, du Time, de l'Osservatore della Domenica et trois publications espagnoles (Telva, Gaceta Universitaria et Palabra). Le chapitre 7 (pages 87 – 112) est intitulé Les femmes dans la vie sociale et dans la vie de l'Église.
Page 87 : « Je ne pense pas qu'il puisse y avoir conflit entre la vie familiale et la vie sociale pour une femme. C'est identique pour l'homme, mais avec des particularités de références car la maison et la famille occuperont toujours une place centrale dans la vie de la femme. Il est évident que lorsque la femme s'occupe de sa famille, elle remplit un grand rôle humain et chrétien. Cela n'exclut pas, pour elle, la possibilité d'avoir une activité professionnelle — le travail domestique est aussi une activité professionnelle — dans tout emploi valable disponible dans la société où elle vit. »
Page 112 : « Le plus important est que, comme Marie, qui était une femme, une vierge et une mère, les femmes vivent leur vie avec leur regard tourné vers Dieu, en répétant les paroles de Marie (Luc 1:38) « fiat mihi secundum verbum tuum » — (Qu'il en soit fait par moi en accord avec Ta parole). C'est sur cette parole que repose la fidélité de la vocation personnelle d'un individu — qui est toujours unique et non-transférable, dans chaque cas, et qui nous fera tous coopérateurs dans la mission de sanctification que Dieu nous a confiée ainsi qu'au monde entier. »
En 1953, un collège pour la formation des femmes du monde entier est créé à Rome, le « Collège romain de Sainte Marie ».
Maria del Carmen Tapia, ancienne dirigeante de la section féminine de l'Opus Dei Venezuela, précisa que les membres devaient informer leur directeur spirituel de leur vie sexuelle et de leurs problèmes, même les femmes mariées.
« La femme est appelée à donner à la famille, à la société civile, à l’Église, ce qui lui est propre et qu’elle est seule à pouvoir donner : sa délicate tendresse, sa générosité inlassable, son amour du concret, sa finesse d’esprit, sa capacité d’intuition, sa piété simple et profonde, sa ténacité… Sa féminité n’est pas authentique si elle ne réalise pas la beauté de cet apport irremplaçable et ne l’incorpore pas à sa propre vie. »

## Josemaría Escrivá et la France
Paris est la première ville, avec Valence, à laquelle Josemaría Escrivá pensait, dès les années 1930, pour l’expansion de l’Opus Dei. C’est en 1947 que trois jeunes espagnols, Álvaro Calleja, Fernando Maycas et Julián Urbistondo, arrivent à Paris pour commencer l’apostolat de l’Opus Dei. Ils s’installent à la Cité universitaire et commencent des études à la faculté de droit et à la Sorbonne. Mais cette expansion connaît une interruption en 1949. C’est en 1952 que quelques membres se réinstallent à la Cité universitaire, puis rue du Docteur-Blanche, ensuite au rue de Bourgogne. En 1955, un centre de l’Opus Dei s’installe au 199 bis, boulevard Saint-Germain.
Le fondateur de l'Opus Dei est venu treize fois en France. Il découvre l’hexagone dans des circonstances difficiles puisque c’est en 1937, alors qu’il fuit la persécution religieuse, qu’il fait un détour par Lourdes pour prier la Vierge Marie et la remercier d’être sain et sauf après une traversée éprouvante des Pyrénées. C’est en 1972 qu’il vient pour la dernière fois en la France. Dans ces différents voyages dans l’hexagone, il encourage les différentes initiatives des membres de l’Œuvre dans les différentes villes de la France (Grenoble, Marseille…) Il s’est rendu à deux reprises au château de Couvrelles, centre international de rencontres situé près de Soissons. En 1972, il reviendra deux fois à Lourdes. Son premier et son dernier passage par la France sont donc par la grotte de Lourdes.
En France, l’Opus implanté dans de nombreuses grandes villes, où des activités spirituelles sont proposées aux laïcs : Paris, Lyon, Marseille, Aix-en-Provence, Toulouse, Grenoble, Strasbourg, Rennes, Nantes, Clermont-Ferrand. Les activités de longue durée (retraite, séminaires de formation chrétienne) se passent souvent au centre international de rencontres au Château de Couvrelles.
La maison d'édition Le Laurier se consacre à la publication des écrits de saint Josémaria en France.

## Controverses
La notoriété du personnage s'efface derrière celle de l'Opus Dei. Il reste cependant l'une des figures les plus singulières et les plus discutées du catholicisme du milieu du xxe siècle, particulièrement en Espagne, après la guerre civile[réf. nécessaire]. De nombreuses critiques et controverses entourent ce personnage. Il a été très marqué par les répressions des républicains contre les catholiques dans les premiers mois de la guerre d'Espagne après le soulèvement militaire de 1936[réf. nécessaire]. Il s'échappe, s'installe à Burgos et soutient par ses visites les troupes franquistes [réf. à confirmer].
Don Antonio Pérez-Tenessa, qui a été pendant des années l'un des hauts responsables de l'Opus Dei en Espagne définissait Josemaría Escrivá comme un franquiste convaincu. Il a finalement quitté l'Opus Dei car « son intégrité personnelle et sa foi ne lui permettaient plus de supporter cette accumulation de mensonges fabriqués à toute occasion ».
En 1974, Josemaría Escrivá se rendra au Chili durant la répression militaire d'Augusto Pinochet et sera très critique de l'action des catholiques progressistes en déclarant : « il y a beaucoup de propagandes hérétiques au sein de l'Église de Dieu ». Selon Christian Terras, en réponse à des journalistes chiliens qui lui parlaient du sang versé durant la répression, il aurait répondu : « Je vous affirme que ce sang est nécessaire… » On a affirmé que Josémaria Escriva avait acheté le titre de Marquis de Peralta en 1970. Il s'agissait en réalité d'un titre nobiliaire se trouvant dans sa famille depuis 1717 et qu'il avait récupéré pour le céder à son frère cadet[source insuffisante].

## Josémaría Escrivá dans la culture contemporaine
En 2008, les Studios SEK et Mondo TV produisent Le chemin de Josemaría.
Le film There Be Dragons du réalisateur britannique Roland Joffé sorti en mai 2011 est en partie inspiré de la vie de Josemaría Escrivá.

## Distinctions
- Grand-croix de l'ordre d'Isabelle la Catholique

## Œuvres
- 1934 : Considérations spirituelles
- 1934 : Saint Rosaire
- 1939 : Chemin
- 1968 : Entretiens. Recueil d'entretiens avec la presse internationale entre 1966 et 1968
- 1973 : Quand le Christ passe. Recueil d'homélies prononcées entre 1941 et 1968

Œuvres publiées après sa mort :
- 1977 : Amis de Dieu. Recueil d'homélies prononcées entre 1951 et 1971
- 1981 : Chemin de Croix
- 1986 : Sillon
- 1986 : Aimer l'Église. Homélies
- 1987 :  Forge

Œuvres non publiées (à usage interne de l'Opus Dei. De nombreux écrits de Saint Josemaria sont réservés à l'usage exclusif de l'Opus Dei et ne sont, pour la plupart, pas publiés). Voir par exemple :
- 1934 : Instruction sur la manière de faire le prosélytisme[72]